# Revolução dos assuntos militares

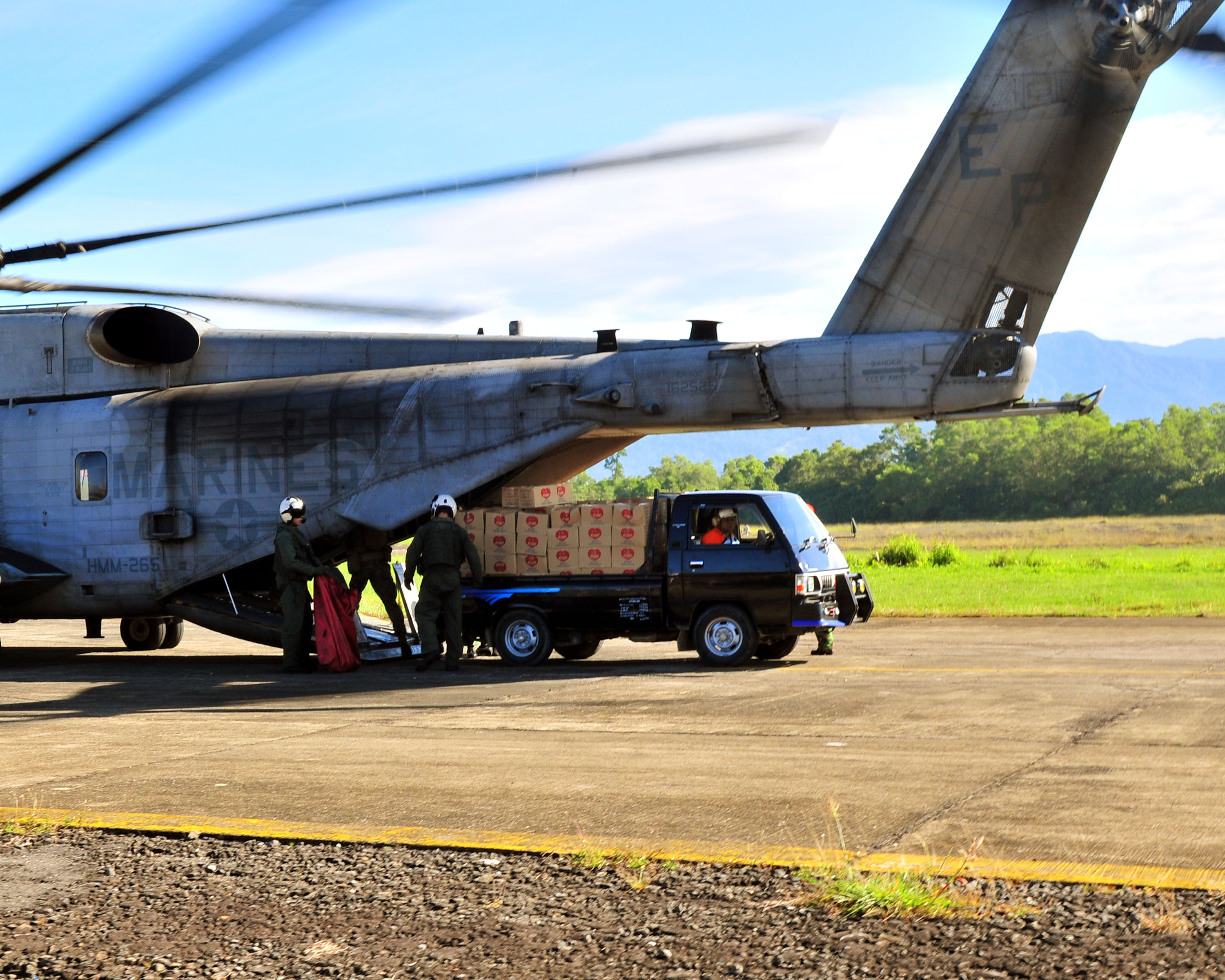
Avião Militar levando alimentos aos seus soldado

Revolução dos assuntos militares é um conceito que diz respeito à teoria do futuro da guerra, normalmente ligado a temas de organização e estratégia, levando em consideração o impacto de novas tecnologias.